# AELT
Australian experimental light tank (AELT) (англ. Australian experimental light tank — Австралийский экспериментальный лёгкий танк, также известен как «Chassis 160») — австралийский опытный лёгкий танк, разработанный во времена Второй мировой войны.

## История создания
В 1941 году Австралия увидела необходимость в производстве своих собственных военных машин, поскольку их поставщик, Великобритания, не могла сэкономить на транспортных средствах из-за своих собственных военных потребностей. Это привело к тому, что Австралия произвела ряд бронеавтомобилей, а также легкий танк и несколько крейсерских танков.
Бронетранспортер «Chassis 160» официально обозначался как «MG Carrier LP1 Track Displacement-Closed Front». Впоследствии бронетранспортер переоборудовали в легкий танк с новой подвеской и простейшей цилиндрической башней для испытаний. Однако танк в том виде, в котором он был построен, оказался совершенно неуправляемым и вышел из строя. Проект был незамедлительно прекращен.
Планировалось, что AELT будет вооружен 2-фунтовой пушкой, 6-фунтовой пушкой, а позже, когда ее начали производить в Австралии, 25-фунтовой гаубицей, как на AC III. Танк мог развивать скорость около 48 км/ч. Танк имел сварную конструкцию с предполагаемой башней многоугольной формы, аналогичной танку Крусейдер и тяжелому бронеавтомобилю Rhino. Как и у Rhino, толщина брони составляла 30 мм.
С увеличением производства танков за рубежом Австралия смогла получить доступ к танкам американского производства, а британские танки Матильда II стали доступны после того, как их заменили на британской службе более поздние танки, такие как Черчилль.
Визуально танк основывался на деталях бронетранспортера Universal Carrier, с четырьмя катками с каждой стороны, индивидуально подпружиненными на рычажном механизме Ватта. Верхняя часть корпуса и цилиндрическая башня — собственной конструкции.

## Сохранившийся экземпляр
Ранее танк выставлялся в Мельбурнском танковом музее, принадлежащем Джону Белфилду. В 2006 году музей закрыли, а все содержимое распродали, танк был продан за 6215 долларов.
- Австралия — коллекция Джона Белфилда в Виктории